# Gusis nautar
Gusis nautar (Guses gåvor), alternativt Gusis smíði, var tre magiska pilar som tillhörde den forntida norska Hrafnistaätten och omtalas i fornaldarsagorna Ketils saga hœngs (Kettil hanlax' saga), Gríms saga loðinkinna (Grim ludenkinds saga) och Ǫrvar-Odds saga (Orvar Odds saga). Pilarna var dvärgasmide, hade styrfjädrar av guld och träffade alltid sina mål varefter de återvände till bågsträngen, så att man aldrig behövde leta efter dem.
I Ketils saga hœngs berättas hur pilarna kom i Hrafnistamännens ägo. Kettil hanlax (hœngr) hade råkat i ordstrid med den trollkunnige finnkungen Guse (Gusir), som utmanade honom på duell med pilbåge. De pilar som Kettil använde i striden hade han fått av trollkarlen Brune (Brúni), som var Guses bror och den som stod i tur att ärva kungadömet vid Guses eventuella frånfälle.
Duellen var länge oavgjord. Både Guses och Kettils pilar hade sådan precision att de träffade varandra i flykten, varefter de föll till marken utan att skada någon. Men när de stridande bara hade en pil kvar vardera, förvände Brune med trolldom synen på sin bror, så att denne trodde att den pil han höll i handen var sned. Han böjde därför pilen när han trodde sig räta ut den. Pilen missade då, men Kettils pil träffade Guse i bröstet så att han stöp. Kettil tog sedan den dödes vapen: de tre magiska pilarna samt svärdet Dragvendil. Inte heller Brune blev lottlös, ty han blev nu Finnmarkens konung.
Att pilarna har kallats "Guses gåvor", när de i själva verket togs som stridsbyte, kan tyckas märkligt. Men i den äldsta versionen av Ǫrvar-Odds saga sägs faktiskt pilarna ha varit en gåva från finnkungen Guse till Grim ludenkind, som var Kettil hanlax' son. Eftersom Ketils saga hœngs är en yngre saga, tycks alltså duellen mellan Kettil och Guse vara ett senare påhitt. Yngre handskrifter av Ǫrvar-Odds saga har dock ändrats för att stämma med innehållet i Ketils saga hœngs.
De tre pilarnas individuella namn var Flaug, Fífa och Hremsa, vilket betecknar deras egenskaper. Flaug betyder "flykt, flygande", Fífa är ängsull som kan sväva i luften, och Hremsa anspelar på pilens tunna, lätta skaft.
Det kollektiva namnet Gusis nautar förekommer, förutom i Ramstasagorna, också i en dikt från 1000-talets början av skalden Hovgårda-Räv, vilken citeras av Snorre Sturlasson i Skáldskaparmál (61). Detta visar att Guses pilar måste ha funnits i muntlig tradition på Island i åtminstone ett par århundraden innan de sagor, där pilarna omtalas, blev skrivna på 1200- och 1300-talen.
Pilarna kallas i Ǫrvar-Odds saga för "dvärgasmide". Vilken dvärg som skulle ha tillverkat dem är dock okänt. Men i Áns saga bogsveigis (Ån bågspännarens saga), den sista av Ramstasagorna, nämns i första kapitlet dvärgen Lit som upphovsman till Ån bågspännarens båge, en annan båge som också var utrustad med magiska pilar.